# Zengővárkony, Baranya
Zengővárkony este un sat în districtul Pécsvárad, județul Baranya, Ungaria, având o populație de 431 de locuitori (2011). 

## Demografie
Componența etnică a satului Zengővárkony
     Maghiari (90,47%)
     Germani (8,6%)
     Romi (0,93%)
Componența confesională a satului Zengővárkony
     Reformați (32,48%)
     Fără religie (6,03%)
     Necunoscută (60,79%)
     Atei (0,7%)
Conform recensământului din 2011, satul Zengővárkony avea 431 de locuitori. Din punct de vedere etnic, majoritatea locuitorilor (90,47%) erau maghiari, cu o minoritate de germani (8,6%). Nu există o religie majoritară, locuitorii fiind reformați (32,48%) și persoane fără religie (6,03%). Pentru 60,79% din locuitori nu este cunoscută apartenența confesională.